# Cadwork
cadwork — система автоматизированного проектирования для деревянного строительства. Поддерживает полный цикл разработки конструкций — от создания эскизов до управления производством.

## История
САПР cadwork была создана в период с 1980 по 1987 годы центром электроники и микротехнологий CSEM в Государственном Техническом Институте в Лозанне (Швейцария) в рамках исследовательского проекта KWF, целью которого была разработка и практическое тестирование программного обеспечения для применения в области строительства из деревянных конструкций.
После завершения исследовательского проекта в 1988 году, было создано акционерное общество с штаб-квартирой в г. Базель (Швейцария), которое занялось продвижением САПР cadwork как коммерческий проект. К 2007 году было открыто 14 офисов и филиалов, компании в Швейцарии, Германии, Австрии, Франции и США.

## Функциональные возможности
Cadwork имеет модульную структуру, что позволяет формировать функциональность системы в зависимости от потребностей разработчиков. Часть модулей можно использовать отдельно, а часть — только вместе с основным модулем cadwork 3D.
Самостоятельные модули:
- cadwork 2D — создание проектных планов и фотореалистических изображений,
- cadwork Стропильные конструкции — создание стропильных, стеновых и деревянных конструкций.

Дополнительные модули :
- cadwork Ламель — вычислительный модуль для производства досок из клееной древесины (интегрируется в cadwork 2D),
- cadwork Вариант — создания деталей, целевых фрагментов сооружений или конструкций по заданным параметрам,
- cadwork Лестница — конструирования деревянных лестниц,
- Cadwork Строительные элементы — разбивка стеновых блоков на составные элементы,
- cadwork Спецификация — создание спецификаций,
- cadwork Станок — формирование на основании чертежной информации управляющих программ для деревообрабатывающего оборудования,
- cadwork Spline — создания произвольно изогнутых узлов.

Обмен данными с другими САПР осуществляется с помощью интерфейсов, которые поддерживают все популярные форматы, а именно — IGES,DXF/DWG,DTH,3D-HLI и SAT.